# Чефала Диана
Чефала̀ Диа̀на (на италиански: Cefalà Diana, на сицилиански Cifalà Diana, Чифала Диана) е село и община в Южна Италия, провинция Палермо, автономен регион и остров Сицилия. Разположено е на 563 m надморска височина. Населението на общината е 1014 души (към 2010 г.).